# Vincenzo Galdi
Vincenzo Galdi (Nápoles, 11 de octubre de 1871-Roma, 23 de diciembre de 1961) fue un fotógrafo y modelo de artistas Italiano, conocido especialmente por sus series de desnudos –tanto masculinos como femeninos–, cuya vida y obra, hasta el momento, han sido poco estudiadas.

## Datos biográficos

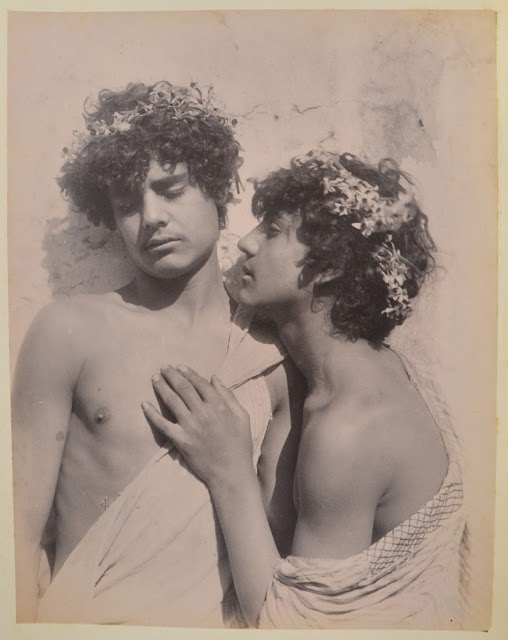
Wilhelm Plüschow. Due giovani con ghirlande. Fotografía de Vincenzo Galdi (dcha.) y Edoardo tomada en Posillipo (Nápoles) a principios de los años 1890.
Fuente:

Según el periodista y escritor Giovanni Dall'Orto, nada concreto se conoce de su existencia hasta que con dieciséis o dieciocho años entró a trabajar como modelo y ayudante del fotógrafo alemán Wilhelm Plüschow, con el que parece que mantuvo algún tipo de relación amorosa.
Se sabe también que cuando este se trasladó de Nápoles a Roma, donde montó un nuevo estudio fotográfico, Galdi se mudó con él, como se desprende de una carta de Theodore F. Dwight (1846-1917), fechada el 18 de enero de 1896:

Mientras hablábamos, se produjo la entrada de alguien muy guapo, de pelo negro y bigote muy italiano, bastante fuerte, ancho de hombros, tal vez de 24 años, que parecía ansioso por hacerse notar y que actuó como anfitrión. Luego me enteré de que era Vincenzo Galdi, el modelo de muchas de nuestras fotos. Posó para los que estábamos sentados junto a la pared, con una banda alrededor de la cabeza, con Edoardo, el joven más hermoso, que aparecía también en infinidad de fotografías. Luego le dije que yo lo conocía desde la planta de los pies hasta la parte superior de su cabeza y, de inmediato, se volvió más hablador, y me mostró todas sus poses favoritas.

En esta primera etapa como ayudante de Plüschow, Galdi fue aprendiendo el arte de la fotografía, como se desprende del estudio de algunas instantáneas del momento, en las que el joven utilizaba tanto idénticos patrones como los mismos ambientes y modelos del maestro. Sin embargo, a medida que su obra fue haciendo más libre, los lenguajes artísticos y éticos de ambos comienzan a distanciarse, pese a lo que (debido en gran parte al enorme número de imágenes publicadas) abundan las falsas atribuciones, muchas de las cuales han llegado hasta hoy.
En torno a 1900, casado para entonces con Virginia Guglielmi, abrió su propio estudio fotográfico, tal y como puede verse en los sellos que estampa en el reverso de sus trabajos, ubicado en el n.º 55 de la Vía Sardegna, solo a unos pocos metros del de Plüschow, que estaba situado en el 34.
Como muy probablemente viera hacer a Plüschow, Galdi emplea la terraza de su estudio como localización de muchas de sus tomas. No obstante, para evitar ser observado por los vecinos de las viviendas cercanas, monta en ella una especie de pantalla protectora a base de cortinas y colchas que cuelga de la baranda, renunciando así a las vistas de los pinos de la Villa Borghese, pero preservando su trabajo de miradas indiscretas.

### Fin del periodo creativo
Entre los documentos concernientes al escándalo que acaba con la actividad artística de Plüschow en 1907, se encuentra la noticia de que otro fotógrafo de desnudos, también de Roma, G. [seguramente Galdi], había sido asimismo arrestado y condenado por «ultraje a la moral pública»:

Otro conocido fotógrafo romano de modelos desnudos (G.) fue también detenido y castigado por "ultraje a la moral pública" en el mismo período, a causa de "estudios" fotográficos excesivamente audaces que se podían encontrar a la venta en muchos sitios, incluida Roma.

Tras el incidente, Galdi abandonó su trabajo como fotógrafo para abrir una galería de arte en la Via del Babuino del centro de Roma (la Galleria Galdi), que permaneció abierta hasta su muerte en 1961.

## Estudio de la obra
A diferencia de Plüschow o Von Gloeden, la obra artística de Galdi muestra un componente sexual más audaz y acentuado. Además, hay que tener en cuenta que su producción de desnudos femeninos resulta más numerosa que la de Plüschow, no se sabe con certeza si por su personal predilección por las mujeres o por una intencionada estrategia comercial a fin de aminorar la competencia con el más famoso estudio del primero, conocido especialmente por sus abundantes desnudos masculino.
Así, la masiva creación de este tipo de obras se convierte pronto para Galdi casi en una especie de industria artística que, deliberadamente, transgrede en más de una ocasión los límites entre la fotografía erótica y la pornografía explícita (muchos de sus modelos masculinos aparecen con el pene totalmente erecto, algo que evitan cuidadosamente los demás fotógrafos de la época).
Dotado de una excelente formación artística que le permite alcanzar resultados plásticos de gran calidad, sobre todo en las piezas más cuidadas, Galdi parece preferir la inmediatez de un lenguaje descarnado donde el erotismo es lo importante, despojado de muchas de las argucias artísticas usadas en aquellos años.
Según Dall'Orto, existe una errónea tendencia actual que, indiscriminadamente, tiende a adjudicar a Galdi todos los desnudos de la fotografía italiana de principios del siglo XX, lo que se ve facilitado por el hecho de que muchas de ellas no presentan dato alguno sobre su autoría.